# ONE JAPAN KANSAI
ONE JAPAN KANSAI（ワン ジャパン カンサイ、OJK）は関西を拠点に活動する有志団体である。
現在はアイデアソンをはじめ行政・学生・社会人を巻き込み、関西を盛り上げる活動を行っている。

## 概要
関西にゆかりのあるメンバーで構成されている。2020年1月23日に設立。
ミッションは「関西から日本を盛り上げる」。企業単位の加盟ではなく、個人単位の所属であることが特徴である。
大企業・スタートアップ・行政など多様なメンバーが在籍している。

## 活動実績

### 2020年
- 6月16日 - 水道インフラ活用アイデアソン
  - 主催 : ONE JAPAN KANSAI
  - 協力 : 某市水道局
- 7月9日 - 神戸市共催地域活性化ワークショップ
  - 主催 : ONE JAPAN KANSAI
  - 後援 : 神戸市

### 2021年
- 2月23日 - キョウスタセミナー
- 3月7日 - キョウスタアイデアソン
  - 主催 : ONE JAPAN KANSAI、堺市、S-Cube

- 2月23日 - ONEJAPANKANSAI×堺市×S-Cube共催 キョウスタ セミナー編
- 3月7日 - ONEJAPANKANSAI×堺市×S-Cube共催 キョウスタ アイデアソン編
- 11月23日 - 大津市 × ONE JAPAN KANSAI 大津市アイデアソン